# Multiplex ČRa DAB+ CZ
Multiplex ČRa DAB+ CZ je multiplexem digitálního rozhlasového vysílání DAB+ v České republice, ve kterém vysílají komerční rádia. Provozuje ho firma Czech Digital Group, a.s., která dceřinou společností České Radiokomunikace.
Vysílací síť byla oficiálně spuštěna 4.2.2025 během dopoledních hodin.
31. března 2025 v dopoledních hodinách proběhlo spuštění dalších 14 vysílačů, díky čemuž se zvýšilo pokrytí na více něž 80% populace.
Multiplex je plně regionalizovatelný a je rozdělen do 8 regionů:
| Region                                        | Ensemble ID | Label       |
| --------------------------------------------- | ----------- | ----------- |
| Severozápadní Čechy (PLZ + KV + UL + LB kraj) | 0x2014      | CRA DAB+ CZ |
| Praha + Střední Čechy + HK kraj               | 0x2024      | CRA DAB+ CZ |
| Jižní Čechy                                   | 0x2034      | CRA DAB+ CZ |
| Pardubický kraj                               | 0x2044      | CRA DAB+ CZ |
| Vysočina                                      | 0x2054      | CRA DAB+ CZ |
| Olomoucký kraj                                | 0x2064      | CRA DAB+ CZ |
| Jižní Morava (JM + ZL kraj)                   | 0x2074      | CRA DAB+ CZ |
| Severní Morava (MOS kraj)                     | 0x2084      | CRA DAB+ CZ |

## Rozhlasové stanice multiplexu
Multiplex ČRa DAB+ CZ vysílá následující stanice:
| Stanice       | Logo | Název         | Název krátký | Bitová rychlost | Mód zvuku | Kodek     | Ochrana | ID | SID  |
| ------------- | ---- | ------------- | ------------ | --------------- | --------- | --------- | ------- | -- | ---- |
| Country Radio |      | Country Radio | Country      | 48 kbit/s       | Stereo    | HE-AAC v2 | EEP 2-A | 2  | 2F37 |
| Radio 1       |      | Radio 1       | Radio 1      | 40 kbit/s       | Stereo    | HE-AAC v2 | EEP 2-A | 4  | 2339 |
| Radio Beat    |      | Radio Beat    | Beat         | 48 kbit/s       | Stereo    | HE-AAC v2 | EEP 2-A | 3  | 2F31 |
| Radio Kiss    |      | Radio Kiss    | Kiss         | 48 kbit/s       | Stereo    | HE-AAC v2 | EEP 2-A | 1  | 2FA0 |
| Radio Spin    |      | Radio Spin    | Spin         | 40 kbit/s       | Stereo    | HE-AAC v2 | EEP 2-A | 5  | 2F43 |
| Signál rádio  |      | Signal Radio  | Signal       | 40 kbit/s       | Stereo    | HE-AAC v2 | EEP 2-A | 6  | 2F11 |

## Vysílače multiplexu
Multiplex je šířen z následujících vysílačů:
| Vysílač                      | Kanál | Kmitočet    | Výkon (ERP) | Polarizace |
| ---------------------------- | ----- | ----------- | ----------- | ---------- |
| Praha / město                | 11D   | 222,064 MHz | 20 kW       | vertikální |
| Brno / Hády                  | 7C    | 192,352 MHz | 10 kW       | vertikální |
| Brno / Kojál                 | 7C    | 192,352 MHz | 10 kW       | vertikální |
| Plzeň / Radeč                | 11B   | 218,640 MHz | 10 kW       | vertikální |
| Ostrava / Hošťálkovice       | 11D   | 222,064 MHz | 10 kW       | vertikální |
| Olomouc / Radíkov            | 11B   | 218,640 MHz | 2 kW        | vertikální |
| Jihlava / Rudný              | 7B    | 190,640 MHz | 1 kW        | vertikální |
| Nový Jičín / Veselský kopec  | 11D   | 222,064 MHz | 1 kW        | vertikální |
| Tachov / Rozsocha            | 11B   | 218,640 MHz | 1 kW        | vertikální |
| Beroun / vrch Děd            | 11D   | 222,064 MHz | 0,32 kW     | vertikální |
| Tasov                        | 7B    | 190,640 MHz | 0,32 kW     | vertikální |
| Čtyřkoly                     | 11D   | 222,064 MHz | 0,2 kW      | vertikální |
| Kácov                        | 11D   | 222,064 MHz | 0,2 kW      | vertikální |
| Křoví                        | 7B    | 190,640 MHz | 0,2 kW      | vertikální |
| Mechnov                      | 11D   | 222,064 MHz | 0,2 kW      | vertikální |
| Rosice                       | 7C    | 192,352 MHz | 0,2 kW      | vertikální |
| Velké Meziříčí               | 7B    | 190,640 MHz | 0,2 kW      | vertikální |
| Ústí nad Labem / Buková hora | 11B   | 218,640 MHz | 10 kW       | vertikální |
| Jáchymov / Klínovec          | 11B   | 218,640 MHz | 10 kW       | vertikální |
| Liberec / Ještěd             | 11B   | 218,640 MHz | 10 kW       | vertikální |
| Klatovy / Barák              | 11B   | 218,640 MHz | 10 kW       | vertikální |
| České Budějovice / Kleť      | 10C   | 213.360 MHz | 20 kW       | vertikální |
| Votice / Mezivrata           | 10C   | 213.360 MHz | 10 kW       | vertikální |
| Pardubice / Krásné           | 11A   | 216.928 MHz | 10 kW       | vertikální |
| Trutnov / Černá hora         | 11D   | 222,064 MHz | 10 kW       | vertikální |
| Jihlava / Javořice           | 7B    | 190,640 MHz | 10 kW       | vertikální |
| Jeseník / Praděd             | 11B   | 218,640 MHz | 10 kW       | vertikální |
| Valašské Meziříčí / Radhošť  | 11D   | 222,064 MHz | 2,5 kW      | vertikální |
| Mikulov / Děvín              | 7C    | 192,352 MHz | 10 kW       | mixovaná   |
| Zlín / Tlustá hora           | 7C    | 192,352 MHz | 10 kW       | vertikální |
| Pozořice                     | 7C    | 192,352 MHz | 0,2 kW      | vertikální |